# Leo Sala
Leo Sala fue un periodista y crítico de cine que nació en Córdoba, Argentina el 16 de octubre de 1919 y luego de muchos años de actividad en su país y en Uruguay falleció el 10 de diciembre de 2006.

## Actividad profesional
Era un ávido lector de obras clásicas, en especial las tragedias griegas, así como de obras teatrales. Comenzó su relación con el periodismo de muy joven en la agencia France Press, pero con la llegada del peronismo al poder en 1946 en razón de sus ideas políticas debe exiliarse en Montevideo, donde continuará ligado al periodismo, y recién regresará a su país después del derrocamiento del gobierno en 1955.
Ccomienza entonces a trabajar en la revista de cultura general Leoplán donde, por razones fortuitas, inicia la sección  Después del estreno. Ocurrió que Sala acostumbraba  a comentar informalmente con sus compañeros los estrenos cinematográficos a los que concurre y al saberlo Carlos Duelo Cuver, en ese momento director de la publicación,  le propone que convierta esa práctica en una sección fija de la revista. A partir de la década del sesenta, la sección, siempre a cargo de Sala, pasan a la revista Atlántida editada por la editorial del mismo nombre. También colaboró en 
el diario La Nación, en la revista Gente, en programas radiales de gran audiencia y en Diario Popular .
En forma paralela a su labor Leo Sala escribió teatro, poesía, algunos guiones cinematográficos que no llegaron a filmarse y la novela Judas pide una lágrima, publicada en Buenos Aires por Editorial Deyele en 1958, en la que el protagonista integra una célula clandestina que combate al gobierno peronista en la década de 1950.
En la oficina de una distribuidora de la calle Lavalle, el barrio de la industria cinematográfica que le gustaba recorrer, Sala tenía un archivo que era -antes de la existencia de Internet- uno de los más completos, que sirvió de consulta a infinidad de colegas, estudiantes de cine o simplemente curiosos a los que Sala recibía con su permanente bondad y calidez que, desde siempre, lo habían distinguido entre sus pares. 
Sala, que había actuado en el filme Comandos azules en acción en 1980 y fue miembro de la Asociación de Cronistas Cinematográficos de la Argentina, falleció el 10 de diciembre de 2006.